# NGC 1947
NGC 1947 (również PGC 17296) – galaktyka soczewkowata (E-S0), znajdująca się w gwiazdozbiorze Złotej Ryby. Odkrył ją James Dunlop 5 listopada 1826 roku.